# Aserbaidschanisch-portugiesische Beziehungen
Die aserbaidschanisch-portugiesischen Beziehungen beschreiben das zwischenstaatliche Verhältnis von Aserbaidschan und Portugal. Die Länder unterhalten seit 1992 direkte diplomatische Beziehungen.
Die Beziehungen der beiden Ländern gelten als gut, jedoch wenig intensiv. Der bilaterale Handel wird von den portugiesischen Ölimporten bestimmt, darüber hinaus bestehen wenig politische, historische oder kulturelle Bezugspunkte. Die beiden Staaten sind Partner in einer Reihe internationaler Organisationen, darunter der Europarat, die Weltbank, der Internationale Währungsfonds und die verschiedenen UN-Organisationen. Zudem besteht militärstrategisch über Aserbaidschans Mitgliedschaft in der sog. NATO-Partnerschaft für den Frieden eine Verbindung mit dem NATO-Gründungsmitglied Portugal.
Im Jahr 2010 waren keine portugiesischen Staatsbürger in Aserbaidschan konsularisch registriert, während 46 Bürger Aserbaidschans im Jahr 2015 in Portugal gemeldet waren.

## Geschichte

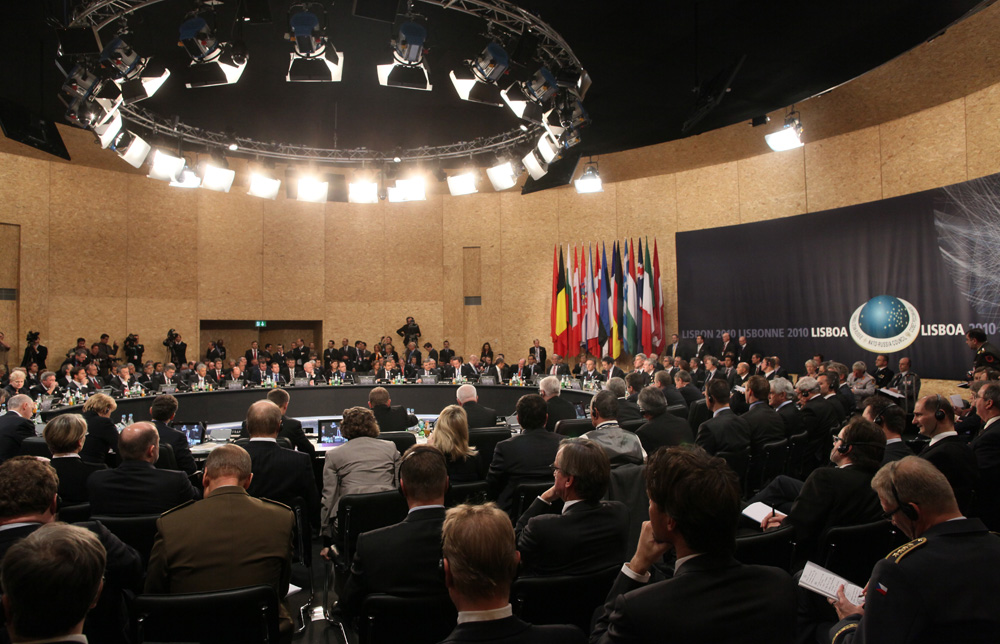
NATO-Gipfel in Lissabon, November 2010

Nach seiner Unabhängigkeit von der Sowjetunion am 18. Oktober 1991 erkannte Portugal die Republik Aserbaidschan am 7. Januar 1992 an.
Diplomatische Beziehungen gingen die beiden Staaten am 4. August 1992 ein.
Der Staatspräsident Aserbaidschans besuchte Portugal erstmals im Jahr 1996, anlässlich des OSZE-Gipfels in Lissabon, ein zweites Mal zum NATO-Gipfel 2010. Portugals Präsident hat Aserbaidschan bisher noch nicht besucht (Stand 2016).
Der erste Staatsbesuch Portugals in Aserbaidschan fand mit der Reise des portugiesischen Außenministers im Juli 2001 statt, dem drei gleichgeartete weitere Besuche 2002, 2010 und 2012 folgten.
2012 akkreditierten sich die ersten Botschafter im jeweils anderen Staat. Gegenseitige ständige Vertretungen haben die beiden Länder bisher nicht eingerichtet (Stand März 2017).

## Diplomatie
Portugal unterhält keine eigene Botschaft in Aserbaidschan, das Land gehört zum Amtsbezirk des portugiesischen Botschafters in der türkischen Hauptstadt Ankara. Ein portugiesisches Honorarkonsulat ist in der aserbaidschanischen Hauptstadt Baku eingerichtet.
Aserbaidschan hat ebenfalls keine Botschaft in Portugal, sondern ist dort mit seinem Vertreter in der spanischen Hauptstadt Madrid (vorher Marokko) doppelakkreditiert. Auch ein Konsulat Aserbaidschans besteht in Portugal nicht.

## Wirtschaft

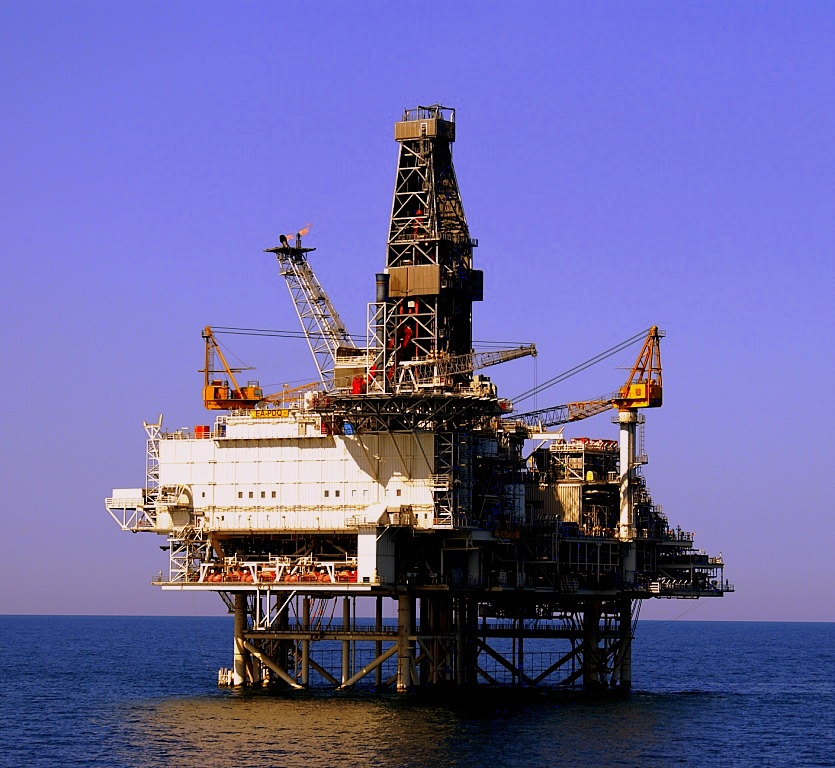
Die EAST AZERI-Förderplattform: Erdöl ist das bestimmende Exportgut Aserbaidschans

Die portugiesische Außenhandelskammer AICEP unterhält eine Kontaktstelle zur aserbaidschanischen Hauptstadt Baku in ihrer Niederlassung im türkischen Ankara.
Im Jahr 2016 exportierte Portugal Waren im Wert von 1,79 Mio. Euro nach Aserbaidschan (2015: 7,35 Mio.; 2014: 3,95 Mio.; 2013: 2,42 Mio.; 2012: 2,71 Mio.), davon 26,1 % Maschinen und Geräte, 18,3 % Holz und Kork, 14,3 % Lebensmittel und 13,1 % chemisch-pharmazeutische Produkte.
Im gleichen Zeitraum lieferte Aserbaidschan Waren im Wert von 455,1 Mio. Euro an Portugal (2015: 417,9 Mio.; 2014: 451,3 Mio.; 2013: 428,4 Mio.; 2012: 497,8 Mio.), ausschließlich Erdölprodukte.
Im Jahr 2016 rangierte Aserbaidschan im portugiesischen Außenhandel an 149. Stelle als Abnehmer und an 20. Stelle als Lieferant, während Portugal 2014 im aserbaidschanischen Außenhandel an 12. Stelle unter den Abnehmern und an 57. Stelle unter den Lieferanten stand.

## Sport

### Fußball

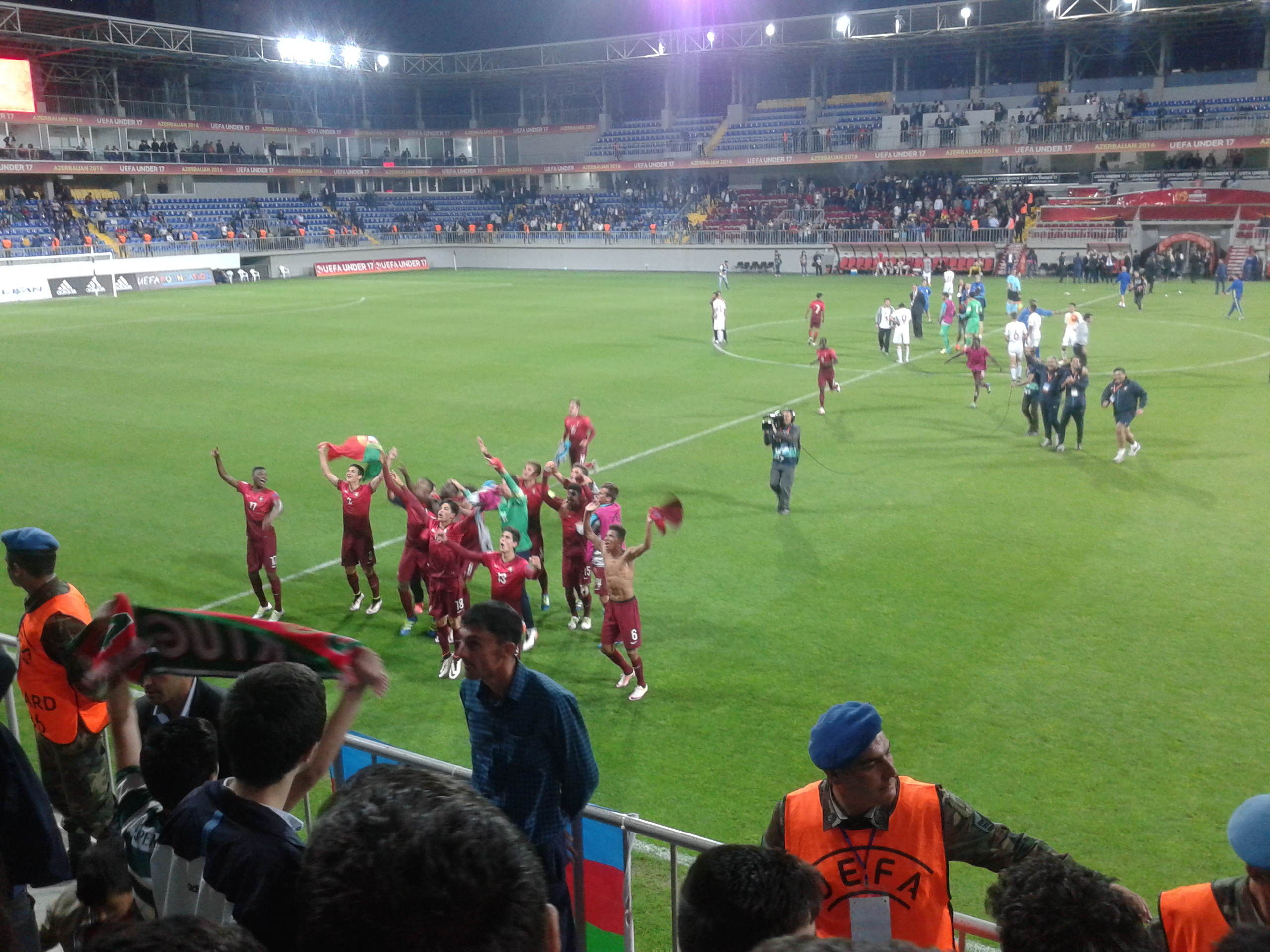
Die portugiesische U-17-Mannschaft nach ihren EM-Sieg 2016 in Aserbaidschan

Die Aserbaidschanische Fußballnationalmannschaft und die Portugiesische Nationalelf der Männer sind bisher sechsmal aufeinander getroffen, mit fünf portugiesischen Siegen und einem Unentschieden (Stand Februar 2017). Seit 2024 wird die Auswahl Aserbaidschans durch den portugiesischen Coach Fernando Santos trainiert.
Bei der U-17-Fußball-Europameisterschaft 2016 in Aserbaidschan wurde die portugiesische Auswahl erstmals Europameister.
Gelegentlich spielten aserbaidschanische Spieler auch in portugiesischen Klubs, etwa Vəli Qasımov bei Vitória Setúbal, Emin Makhmudov bei Boavista Porto oder Budaq Nəsirov bei Sporting Lissabon. Nationalspieler Amit Quluzadə spielte 2014–2015 beim portugiesischen Zweitligisten Atlético CP.
Die portugiesische und die aserbaidschanische Frauen-Nationalmannschaft sind bisher noch nicht aufeinander getroffen (Stand März 2017).

### Andere
Bei den Europaspielen 2015 wurde Portugal mit zehn gewonnenen Medaillen 18., während Gastgeber Aserbaidschan mit 56 Medaillen Zweiter wurde; die meisten Medaillen gewann Russland.